# The Trials of Brother Jero
The Trials of Brother Jero – sztuka napisana w 1960 roku jako jedna z pierwszych sztuk Wole Soyinki, jest satyrą na afrochrześcijańskie kościoły modlitewne. Opowiada o przygodach Brata Jero, założyciela jednego z takich kościołów, oraz jego kongregacji. Wydaje się, iż tematyka ta jest wyjątkowo bliska Soyince, nie tylko ze względu na jego chrześcijańskie korzenie, ale również ze względu na związek z Ibadanem, który był tradycyjnym centrum nigeryjskiego afrochrześcijaństwa.
Brat Jero jest postacią o typowo komercyjnym nastawieniu. Jest nazywany “Plażowym Świętym” (“Beach Divine”), ponieważ należy do niższej klasy kaznodziejów, którzy nie dorobiwszy się własnego budynku kościelnego, modlą się na otwartym powietrzu, na publicznej plaży Bar Beach. Jest on zwykłym biznesmenem bardziej niż kaznodzieją, traktującym wyznawców jak klientów w sklepie. Jego skromna kongregacja składa się z niego samego, jego asystenta Chume i żony tegoż, Amope. Brat Jero, wyklęty przez swojego mentora, walczy z targającymi nim pokusami erotycznymi, jednocześnie dzieląc swój czas pomiędzy modlitwę, obsługę wiernych i negocjacje z członkiem parlamentu, mające na celu rozwinięcie biznesu. Sztuka podzielona jest na pięć scen. Za sprawą Chume, pojawia się w niej obfita ilość zwrotów i wyrażeń w Pidgin English.